# Laa an der Thaya
Laa an der Thaya é um município da Áustria localizado no distrito de Mistelbach, no estado de Baixa Áustria.